# Ossi Laaksonen
Ossi Laaksonen (ur. 27 czerwca 1936 w Lahti) – fiński skoczek narciarski, który występował w reprezentacji Finlandii w latach pięćdziesiątych. Jednakże brał on udział jedynie w konkursach rozgrywanych w ramach zawodów FIS (FIS Race), natomiast ani razu nie wystąpił na imprezie rangi mistrzowskiej (zimowych igrzyskach olimpijskich czy  mistrzostwach świata w narciarstwie klasycznym).